# Köksdörr

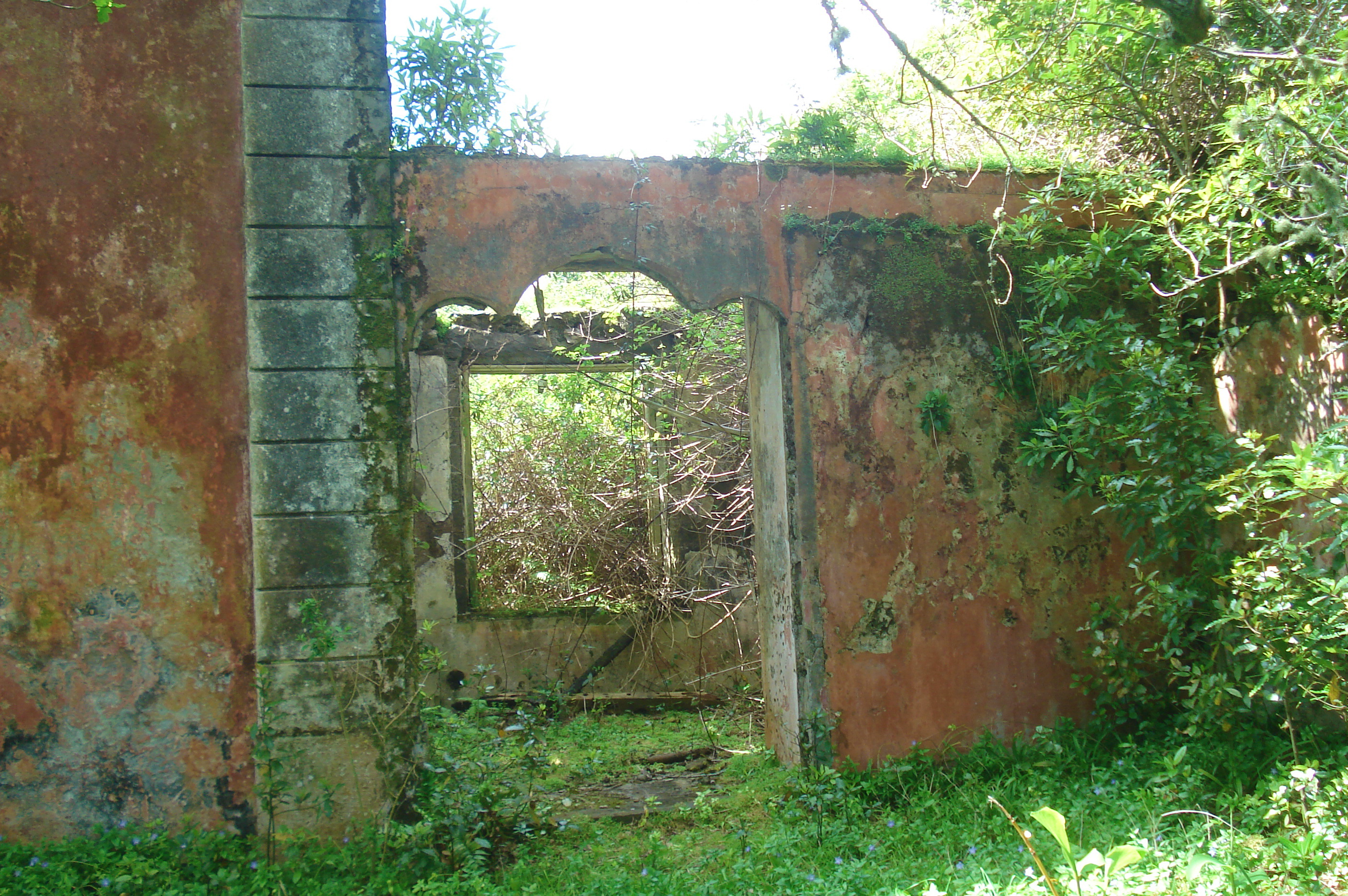
Tidigare ingång för huslig personal. Azorerna.

Köksdörr, köksingång, köksväg är en ytterdörr till köket.
I "finare hushåll" har köksdörren ofta varit avsedd för hushållspersonalen, och låg ofta intill jungfrukammaren. Under 1920-talet blev jungfrukammare allt mindre vanligt i nybyggda hus. I större verksamheter är köksdörren till för leveranser.

### Fotnoter
1. ↑  ”Historik”. Stockholms stadsmuseum. Arkiverad från originalet den 18 april 2013. https://archive.is/20130418095541/http://www.stadsmuseum.stockholm.se/byggvard.php?kategori=84&sprak=svenska. Läst 25 augusti 2012.